# Herrscher (Astrologie)
Die Herrschaft eines Planeten in der Astrologie kann unterschiedlich ausgedrückt werden („beherrscht“, „ist Herrscher in“, „regiert“, „ist Regent in“) und sich auf verschiedene Bereiche beziehen, insbesondere auf die 12 Tierkreiszeichen und die 12 Häuser. Dementsprechend spricht man im ersten Fall von einem Planeten als Zeichenherrscher, im zweiten Fall von einem Planeten als Häuserherrscher.
Im Englischen wird die entsprechende Unterscheidung zwischen einem Planeten als Ruler of the Sign, dem Zeichenherrscher, und dem Lord of the House, dem Häuserherrscher, gemacht.

## Zeichenherrscher
Den Zeichenherrschern werden einer auf Ptolemäus zurückgehenden antiken Tradition jeweils zwei Zeichen zugeordnet, nämlich jeweils eines für den Tag und eines für die Nacht, mit Ausnahme der Sonne und des Mondes, die jeweils nur ein Zeichen regieren. Die Aufteilung entspricht dabei einer dualistischen Spekulation (Tag/Nacht, männlich/weiblich, positiv/negativ), weshalb man in der Astrologie zum Beispiel den Mars in dessen Nachtdomizil Fische einen „negativen Mars“ nennt.

Das Zeichen, in dem ein Planet Herrscher ist, wird als dessen Domizil (lateinisch domus) bezeichnet. Das im Tierkreis genau gegenüberliegende Zeichen als das Exil des Planeten.
Die traditionellen Zuordnungen für die seit der Antike bekannten sieben Planeten sind:
| Planet  | Tagdomizil | Nachtdomizil | Tagexil    | Nachtexil  |
| ------- | ---------- | ------------ | ---------- | ---------- |
| Sonne   | Löwe       | Löwe         | Wassermann | Wassermann |
| Mond    | Krebs      | Krebs        | Steinbock  | Steinbock  |
| Merkur  | Zwillinge  | Jungfrau     | Schütze    | Fische     |
| Venus   | Stier      | Waage        | Skorpion   | Widder     |
| Mars    | Widder     | Skorpion     | Waage      | Stier      |
| Jupiter | Fische     | Schütze      | Zwillinge  | Jungfrau   |
| Saturn  | Wassermann | Steinbock    | Krebs      | Löwe       |

Die Zuordnung Zeichen-Planet kann auch umgekehrt ausgedrückt werden. So ist Venus Tagherrscher im Stier und Nachtherrscher in der Waage.
Hintergrund dieser Zuordnung ist, dass aus symbolischen Gründen der Sonne das Zeichen Löwe und dem Mond der benachbarte Krebs zugewiesen wurde. Ptolemäus schreibt, dass die Zeichen Krebs und Löwe sich (auf der Nordhalbkugel) dem Zenit am meisten nähern und Sonne und Mond als Lichter dem entsprechen, da sie vor allem Wärme bzw. Licht spenden. Der Löwe als männliches Zeichen sei nun der männlichen Sonne und der Krebs als weibliches Zeichen dem weiblichen Mond zuzuordnen.
Die restlichen 10 Zeichen wurden dann paarweise den folgenden Planeten zugewiesen, also dem Merkur die an den Krebs anschließenden Zwillinge und die an den Löwen anschließende Jungfrau usw. Die Zeichen der Tagseite sind dabei in der Folge des Jahreslaufs Wassermann bis Krebs, die der Nachtseite Löwe bis Steinbock. Eigentümlicherweise ist so betrachtet die Sonne Nachtherrscher und der Mond Tagherrscher. Allerdings spricht Ptolemäus nicht von Tag- bzw. Nachthälfte, sondern passender von solarer Hälfte für die Zeichen Löwe bis Steinbock und lunarer Hälfte für die Zeichen Wassermann bis Krebs.
Nach der Entdeckung weiterer Planeten ab dem 19. Jahrhundert wurde von Astrologen versucht, die neu gefundenen Planeten Uranus, Neptun und Pluto in das klassische Schema einzupassen. Für Uranus und Neptun wurde inzwischen ein gewisser Konsens hergestellt, die Einordnung von Pluto ist auch in der Astrologie umstritten. Eine verbreitete moderne Einordnung ist:
- Uranus als Tagherrscher im Wassermann anstelle von Saturn
- Neptun als Tagherrscher in den Fischen anstelle von Jupiter
- Pluto als Nachtherrscher im Skorpion anstelle des Mars

## Trigonokratie
Eine Form mittelbarer Zeichenherrschaft ist die Trigonokratie. Dabei überträgt sich die Zeichenherrschaft eines Planeten auf die drei Zeichen der entsprechenden Triplizität, also der drei einem Element entsprechenden Zeichen. Zum Beispiel ist die Sonne Zeichenherrscher im Löwen. Der Löwe gehört zu den drei Feuerzeichen Widder, Löwe und Schütze. Also ist die Sonne Zeichenherrscher im Löwen und Trigonokrat (oder auch Triplizitätsherrscher) im Widder und Schützen. Die Trigonokratie gilt als eine Würde geringeren Ranges.
Wie bei der Zeichenherrschaft wird auch hier nach Tagherrschaft und Nachtherrschaft unterschieden. Die folgende Aufstellung geht auf Ptolemäus zurück:

| Element | Tierkreiszeichen             | Tagherrscher | Nachtherrscher |
| ------- | ---------------------------- | ------------ | -------------- |
| Feuer   | Widder, Löwe, Schütze        | Sonne        | Jupiter        |
| Erde    | Stier, Jungfrau, Steinbock   | Venus        | Mond           |
| Luft    | Zwillinge, Waage, Wassermann | Saturn       | Merkur         |
| Wasser  | Krebs, Skorpion, Fische      | Mars / Venus | Mars / Mond    |

Die Besonderheit bei der Zuordnung des Mars ergibt sich laut Ptolemäus daraus, das dem Mars als Zeichenherrscher im Skorpion die Herrschaft über die Wasserzeichen zustünde, diesen aber als weiblichen Zeichen jeweils ein weiblicher Nebenherrscher, also Venus bzw. Mond beigeordnet wird.

## Häuserherrscher
Die (natürlichen) Häuserherrscher werden mittelbar über eine Zuordnung der Zeichen zu den Häusern bestimmt. Diese ordnet dem 1. Haus das erste Tierkreiszeichen Widder zu, dem 2. Haus das zweite Tierkreiszeichen Stier usw. Der Planetenherrscher eines Hauses ist dann Zeichenherrscher des zugeordneten Zeichens, es hat also das 5. Haus die Sonne als Häuserherrscher, weil das zugeordnete Zeichen Löwe die Sonne als Zeichenherrscher hat.
| Haus | Zeichen    | Herrscher |
| ---- | ---------- | --------- |
| 1    | Widder     | Mars      |
| 2    | Stier      | Venus     |
| 3    | Zwillinge  | Merkur    |
| 4    | Krebs      | Mond      |
| 5    | Löwe       | Sonne     |
| 6    | Jungfrau   | Merkur    |
| 7    | Waage      | Venus     |
| 8    | Skorpion   | Mars      |
| 9    | Schütze    | Jupiter   |
| 10   | Steinbock  | Saturn    |
| 11   | Wassermann | Saturn    |
| 12   | Fische     | Jupiter   |

Zu unterscheiden vom natürlichen Häuserherrscher ist der eigentliche oder individuelle Häuserherrscher, der sich aus dem Zeichen an der Spitze des jeweiligen Hauses bestimmt. Befindet sich zum Beispiel die Spitze des 12. Hauses im Widder, so ist der eigentliche Häuserherrscher des 12. Hauses der Mars, da dieser Tagherrscher im Widder ist (siehe oben).

Als Horoskopherrscher wird derjenige Planet bezeichnet, der das Zeichen beherrscht, in dem der Aszendent liegt, es ist also der eigentliche Herrscher des 1. Hauses. Liegt zum Beispiel der Aszendent im Löwen, so ist die Sonne der Horoskopherrscher.

## Stundenherrscher, Tagesherrscher und Jahresherrscher

Chaldäische Reihe als Spitzen eines Heptagramms, von Saturn (♄) ausgehend im Uhrzeigersinn.

Die Begriffe Stundenherrscher, Tagesherrscher und Jahresherrscher werden hauptsächlich in der Populärastrologie gebraucht und sind alle mit der Planetenstunde und der sogenannten Chaldäischen Reihe verknüpft. Die Chaldäische Reihe entsteht, wenn man die sieben Planet nach (von der Erde aus gesehen) zunehmender Geschwindigkeit der Bewegung sortiert. Zusammen mit den zugeordneten Wochentagen ergibt sich:
- Saturn (♄, Samstag, engl.: saturday)
- Jupiter (♃, Donnerstag, frz.: jeudi)
- Mars (♂, Dienstag, frz.: mardi)
- Sonne (☉, Sonntag)
- Venus (♀, Freitag, it.: venerdì)
- Merkur (☿, Mittwoch, frz.: mercredi)
- Mond (☽, Montag)

Das entspricht nicht der bekannten Folge der Wochentage, ordnet man die Planeten der Chaldäischen Reihe jedoch im Uhrzeigersinn entlang den Spitzen eines Heptagramms, so ergibt sich die Wochentagsfolge, wenn man den (linken) Verbindungslinien der Spitzen folgt.
Der Tagesherrscher ist nun der dem jeweiligen Wochentag zugeordnete Planet, zugleich ist dieser Stundenherrscher der ersten Stunde des Tages, wobei der Tag in 12 Stunden und die Nacht ebenso in 12 Stunden geteilt wird (Temporalstunde). Die weiteren Stundenherrscher folgen dann gemäß der chaldäischen Reihe, reihum durch alle 24 Stunden. Zum Beispiel ist Mars der Stundenherrscher der vierten Tagesstunde am Montag, da der Mond der Tagesherrscher am Montag und Herrscher der 1. Stunde ist, Saturn Herrscher der 2. Stunde, Jupiter der 3. und Mars der 4. Stunde.
Die Jahresherrscher ergeben sich ebenfalls mittels der Chaldäischen Reihe. Dabei wird die Jahreszahl durch 7 geteilt und vom Mars ausgehend in der Reihe entsprechend dem Divisionsrest weiter gezählt. Zum Beispiel gibt 2024 geteilt durch 7 den Rest 1, vom Mars aus einen Schritt weiter in der Reihe steht die Sonne als Jahresherrscher von 2024. Der Jahresanfang ist dabei der Durchgang der Sonne durch den Frühlingspunkt ungefähr am 21. März.